# Út Bạch Lan
Út Bạch Lan (6 tháng 8 năm 1935 – 4 tháng 11 năm 2016) tên thật là Đặng Thị Hai là một nữ nghệ sĩ cải lương gạo cội của sân khấu miền Nam (cùng thời với Thành Được, Hữu Phước, Thanh Hương, Thanh Nga, Diệp Lang...). Bà được mệnh danh là giọng ca "Sầu nữ", "Đệ nhất đào thương", "Vương Nữ Sương Chiều", "Nữ Hoàng Vọng Cổ", "Bức Tường Thành Vọng Cổ". Và cũng là một trong Vọng Cổ Ngũ Bá của giới Cổ nhạc.
Bà sinh ra trong gia đình nghèo khó, sự khởi nghiệp bà cùng danh cầm Văn Vĩ. Nhờ nhân duyên mẹ của 2 người sống trong trạm gác cũ, kết nghĩa chị em. Văn Vĩ đánh đàn, bà hát, nhờ một ông lão tốt bụng mở cho một lớp để hai người dạy đàn ca vọng cổ. Một hôm, cô Năm Cần Thơ tìm tới, mời 2 người lên Đài phát thanh Pháp Á để thu bài "Trọng Thủy – Mỵ Châu" rồi được ký luôn hợp đồng làm việc cho đài. Từ đó bà chính thức bước vào nghề hát, vào những của thập niên 50, cặp diễn viên Út Bạch Lan – Thành Được đã làm rạng rỡ sân khấu Kim Chưởng. Bà và Thành Được đã làm nên thương hiệu của đoàn Thanh Minh – Thanh Nga, sau đó kết hôn với nghệ sĩ Thành Được. Một thời gian thì cuộc tình cũng chia tay, bà phải nuôi 4 đứa con của chồng. Là thế hệ kế tiếp của Phùng Há (má nuôi Kim Cương) bà vẫn đang tiếp tục sự nghiệp của mình. Những năm tháng còn lại của đời bà đã chọn vào cửa Phật, không phải xuống tóc quy y mà đêm gõ mõ tụng kinh, ngày chọn sân chùa làm sân khấu, hát trích đoạn những vở tuồng về Phật để lấy tiền trùng tu, sửa chữa chùa chiền.
Bà qua đời vào ngày 4 tháng 11 năm 2016 tại Thành phố Hồ Chí Minh, hưởng thọ 81 tuổi.

## Từ cô bé hát dạo
Cha mất sớm, hai mẹ con bé Út đi làm thuê làm mướn quanh khu vực Chợ Bình Tây sinh sống qua ngày. Ngày đó (từ năm 8 tuổi đến năm 13 tuổi) bé Út xinh đẹp nổi tiếng khắp vùng Bình Tây. Đồng cảnh ngộ với mẹ của Văn Vĩ (khi đó tên là Đinh Văn Dậm) nên 2 bà kết nghĩa chị em, sống chung và cùng đi làm mướn. Cứ thế, năm này qua tháng nọ, những phận nghèo nương tựa cùng nhau. Bị mù từ nhỏ, nhưng Văn Vĩ học đàn guitar cổ nhạc và đàn rất giỏi nên đã dạy cho bé Út ca. Nghe máy hát đĩa của hàng xóm, bé Út ca theo và học thuộc nhiều bản vọng cổ khác. Thấy có người mù đi hát dạo trong chợ, được người ta cho tiền, trong khi đó bé Út và Văn Vĩ làm mướn người ta chỉ cho mớ rau, hay đồ ăn, thức uống... bé Út đã rủ Văn Vĩ lén mẹ đi hát dạo, hy vọng có tiền đỡ đần cho 2 bà mẹ đỡ cực. Vậy là Văn Vĩ (15 tuổi) và bé Út (11 tuổi) cùng cây đàn cũ đi hát dạo từ Chợ Lớn ra tới Chợ Bến Thành (Sài Gòn – Gia Định).

## Đến sầu nữ giọng vàng
Tiếng đồn giọng hát làm mê lòng người của cô bé hát dạo đã khiến cô Năm Cần Thơ tò mò tới nghe bé Út ca, và cũng từ đây, cuộc đời bé Út đã có một bước ngoặt mới. Từ cô bé hát rong năm nào nơi vỉa hè góc chợ, bé Út được đứng trên sân khấu lung linh ánh đèn màu và nghệ danh Út Bạch Lan cũng có từ đây. Giữa thập niên 50, Út Bạch Lan bắt đầu được báo chí và khán giả chú ý qua vở dã sử Đồ Bàn di hận trên sân khấu Thanh Minh. Không ngừng khổ luyện diễn xuất, trau chuốt kỹ thuật ca ngâm, sáng tạo nét mới, NS Út Bạch Lan đã để lại nhiều dấu ấn trong lòng khán giả qua các vở diễn: Dưới hàng phượng vĩ, Nước mắt kẻ sang Tần, Tình cô gái Huế, Thuyền ra cửa biển, Thần nữ dâng Ngũ Linh Kỳ, Nước chảy qua cầu, Biên thùy nổi sóng, Tình tráng sĩ, Nhớ rừng, Cung đàn trên sông lạnh, Thiên thần trên thiết mã, Hoa Mộc Lan, Chén cơm đô thành, Đất Việt của người Việt,... Năm 1958, Út Bạch Lan ký hợp đồng về hát cho đoàn Kim Chưởng với nghệ sĩ Thành Được.
Thành công nối tiếp thành công, NS Út Bạch Lan được các hãng đĩa tranh nhau mời thu thanh đĩa đơn, đĩa tuồng đa dạng từ xã hội, cổ tích, sử Việt Nam đến Trung Hoa, Tây, Nhật... với số lượng nhiều nhất so với những danh ca khác. Vai chị Hằng (Vở "Con gái chị Hằng" - Hà Triều - Hoa Phượng) là vai vàng giúp NS Út Bạch Lan đạt tới đỉnh vinh quang khi hóa thân trong bi kịch người mẹ hết dạ thương con, do những bước đi sai lầm đã dẫn đến cái chết thảm, bỏ lại đứa con dại khờ. Tiếp đó, trên SK Kim Chưởng, NS Út Bạch Lan có những vai xuất sắc qua các vở như Kiều Phi Yến (Nửa bản tình ca), Chiêu Trúc Lệ (Thuyền ra cửa biển),... Đặc biệt, với bài ca cổ Hoa lan trắng về cuộc đời của chính NS Út Bạch Lan do soạn giả Viễn Châu viết riêng cho giọng ca bi ai, não nuột của bà đã được nhiều khán giả đặc biệt yêu thích, xúc động trước nỗi niềm "Bao nhiêu mưa gió ngập trời/Hỏi ai còn nhớ một người tên Lan?".
Gần 80 tuổi đời và hơn 60 năm gắn bó cùng sân khấu, giọng ca vàng và những vai diễn để đời đã đưa NS Út Bạch Lan lên đỉnh vinh quang của nghệ thuật Cải lương với nhiều giải thưởng, danh hiệu cao quý cùng những biệt danh khán giả và báo giới đã ưu ái dành tặng: Đệ nhất đào thương, Nữ hoàng vọng cổ, Vương nữ Sương chiều, Sầu nữ Út Bạch Lan..

## Niềm vui tuổi về già
Niềm vui lớn nhất ở cái tuổi về chiều của Út Bạch Lan là thường cùng các anh chị em nghệ sĩ trong nhóm từ thiện của mình: Diệu Hiền, Tô Châu, Bảo Trân, Thanh Sử,... biểu diễn văn nghệ để gây quỹ từ thiện cho chùa, hoặc giúp đỡ những gia đình có hoàn cảnh khó khăn.
Sau những nỗi buồn của cuộc đời, bà rất tin vào đạo Phật. Không xuống tóc xuất gia, đêm bà đọc kinh, ngày chọn sân chùa làm sân khấu, hát những bài ca, những vở tuồng về Phật để lấy tiền trùng tu, sửa chữa chùa chiền. Thập niên 80, bà cùng NSND Út Trà Ôn và soạn giả Dương Kinh Thành, lập đoàn Cải lương Phật giáo, lưu diễn cúng dường ở các chùa. Đoàn được cố HT Thích Thông Kinh, trưởng ban Văn nghệ Thành hội PG đỡ đầu, và các nghệ sĩ trong đoàn đều được đặt Pháp danh chữ Giác (theo dòng kệ truyền thừa thiền phái Lâm Tế Chúc Thánh). Như NSND Út Trà Ôn là Giác Pháp, soạn giả Dương Kinh Thành là Giác Đạo, và bà là Giác Nhã.
Bây giờ, NSƯT Út Bạch Lan ít đứng trên sân khấu, bà vui với cuộc sống chay tịnh giản đơn và vẫn miệt mài đem lời ca tiếng hát đi làm việc phước đức cho đời và xem đó là lẽ sống của mình. Bà tâm sự: "Có đi tận nơi, thấy được nỗi khổ của mọi người. Mới giật mình nhận ra mình có phước vô cùng. Ấy vậy mà đôi khi còn không biết hưởng, còn sinh ra lắm chuyện. Út đi nhiều, thấy nhiều nên bây giờ ai nói Út hà tiện Út chịu vì thấy xung quanh người ta còn cơ khổ quá mà mình ăn xài phung phí thì tội lắm. Hồi trẻ không biết, đua đòi nhiều, ai có gì mình phải có nấy. Bây giờ cơm ăn mỗi bữa, áo mặc mỗi ngày… Út đều thầm tạ ơn trời đất đã cho mình có may mắn hơn người.

## Danh hiệu
Sầu nữ Út Bạch Lan được trao tặng danh hiệu nghệ sĩ ưu tú theo quyết định số 64/KT-CTN ngày 14-1-1993 của Chủ tịch nước
Trong đợt phong tặng danh hiệu nghệ sĩ nhân dân lần thứ 8 năm 2015, bà đã quyết định không làm hồ sơ bởi nguyên nhân rất đơn giản là tuổi đã cao sức đã yếu không thể phục vụ được nhân dân nữa
Sau khi Nghệ sĩ ưu tú Út Bạch Lan qua đời, năm sau bà lại được đề xuất truy tặng danh hiệu Nghệ sĩ nhân dân, tuy nhiên gia đình bà đã từ chối vì lý do danh hiệu chỉ cần khi còn sống, còn khi đã mất thì điều đó không còn ý nghĩa gì cả

## Các vai diễn nổi bật
Được khẳng định tên tuổi của mình trên sân khấu vào những năm 60 bằng vai cô lái đò trong vở Tình tráng sĩ.

### Cải lương
| Tên                         | Tác giả                                                                | Vai diễn         |
| --------------------------- | ---------------------------------------------------------------------- | ---------------- |
| Con gái chị Hằng            | Hà Triều – Hoa Phượng                                                  | Hằng             |
| Khi hoa anh đào nở          | Hà Triều – Hoa Phượng                                                  | Thái Phượng Liên |
| Lãng tử giang hồ            | Hoa Phượng                                                             | Lý Mạc Thu       |
| Mùa thu lá bay              | Nhị Kiều                                                               | Bà Dương         |
| Người tình trên chiến trận  | Mộc Linh – Nguyên Thảo                                                 | Tiêu mẫu         |
| Người vợ không bao giờ cưới | Kiên Giang – Quy Sắc                                                   | Phà Ca           |
| Nửa bản tình ca             | Phong Linh                                                             | Kiều Phi Yến     |
| Nửa đời hương phấn          | Hà Triều – Hoa Phượng                                                  | The/Hương        |
| Nửa đời hương phấn          | Hà Triều – Hoa Phượng                                                  | Mẹ của The/Hương |
| Tấm Cám                     | Huy Trường                                                             | Bà lão           |
| Tấm lòng của biển           | Hà Triều – Hoa Phượng                                                  | Bà Thảo          |
| Tiếng hò sông Hậu           | Điêu Huyền                                                             | Bà Tư Hậu        |
| Tình mẫu tử                 | NSND Viễn Châu                                                         | Người mẹ         |
| Tình tráng sĩ               |                                                                        | Cô lái đò        |
| Thuyền ra cửa biển          | Phong Anh – Yên Trang                                                  | Chiêu Trúc Lệ    |
| Tuyệt tình ca               | Hoa Phượng – Ngọc Điệp                                                 | Bà giáo Lan      |
| Thái hậu Dương Vân Nga      | Trúc Đường (kịch bản), Hoa Phượng – Chi Lăng – Hoàng Việt – Thể Hà Vân | Dương Vân Nga    |
| Sương mù trên non cao       | Hà Triều – Hoa Phượng                                                  | Tú Anh           |

### Ca cổ
- Bức thư chiều 29 Tết
- Biết trả lời sao (Tân nhạc: Duy Khánh; cổ nhạc: Mai Thanh Phương)
- Buồn theo sóng nước trùng dương (Tác giả: NSND Viễn Châu)
- Cô gái hái dâu (Tác giả: Quy Sắc)
- Chiều chia ly (Tân nhạc: Hồng Vân; cổ nhạc: Yên Sơn)
- Đêm muôn thu (Tác giả: Thu An)
- Mùa chia tay (Tân nhạc: Duy Khánh)
- Mẹ dạy con (Tác giả: NSND Viễn Châu)
- Nuôi chồng (Tác giả: Kiên Giang)
- Vương Thuý Kiều (Tân nhạc: Thương Linh; cổ nhạc: Nguyễn Liêu)
- Gánh chè khuya (Tác giả: Thu An)
- Thương về miền Trung (Tân nhạc: Duy Khánh; cổ nhạc: NSND Viễn Châu)
- Tiếng sáo giữa trời khuya (Tác giả: Yên Hà - Văn Giai)
- Tiếng ve sầu
- Tựa bụi cỏ lan (Tác giả: Quy Sắc)
- Tình thương của mẹ
- Tìm anh (Tác giả: NSND Viễn Châu)
- Huyền Trân công chúa (Tác giả: NSND Viễn Châu)
- Hai phương trời cách biệt (Tân nhạc: Hoàng Trọng; cổ nhạc: Nguyễn Liêu)
- Phận làm dâu
- Lan (Tác giả: Thể Hà Vân - NSND Viễn Châu)
- Lưu Nguyễn biệt thiên thai (Tác giả: NSND Viễn Châu)
- Lệ rơi trong mái tranh nghèo (Tác giả: Song Giang)
- Lâu đài tình ái (Tân nhạc: Trần Thiện Thanh; cổ nhạc: Viễn Châu)
- Vắt sữa nai nuôi mẹ (Tác giả : NSND Viễn Châu)
- Dứt đường tơ (Tác giả : Viễn Châu)
- Khuya nay anh đi rồi (Giọt Mưa Khuya) (Tân nhạc: Thăng Long; cổ nhạc: Viễn Châu)
- Giấc ngủ cô đơn ( Tân nhạc: Anh Bằng, Lê Dinh ; cổ nhạc: Viễn Châu)
- Đồi Sim (Khi Mình Xa Nhau) ( Tân nhạc: Anh Bằng; cổ nhạc: Viễn Châu)
- Sao chưa thấy hồi âm (Tân nhạc: Châu Kỳ; cổ nhạc: Viễn Châu)
- Yêu (Tân nhạc: Trần Thiện Thanh; cổ nhạc: Viễn Châu)
- Một đời yêu anh (Tân nhạc: Trần Thiện Thanh; cổ nhạc: Viễn Châu)
- Tình đêm phố cũ (Tân nhạc: Thanh Sơn; cổ nhạc: Viễn Châu)
- Đèn khuya (Tân nhạc: Lam Phương; cổ nhạc: Viễn Châu)
- Tình Lan và Điệp